# Sirhowy River
Der Sirhowy River (walisisch: Afon Sirhywi) ist ein rechter Nebenfluss des Ebbw River und dabei der größte Zufluss dieses Flusses. Er fließt über 30 Kilometer im Sirhowy Valley in den South Wales Valleys in Südwales von seiner Quelle auf dem Berg Cefn Pyllaudon nördlich von Tredegar in südlicher und später östlicher Richtung durch Tredegar, Blackwood und Pontllanfraith, ehe er in Crosskeys in den Ebbw River mündet.

## Geographie
Der Sirhowy River entspringt auf dem Berg Cefn Pyllaudon nördlich von Tredegar im Norden des Blaenau Gwent County Borough in einem quellenreichen Areal – unweit westlich der Sirhowy-River-Quelle entspringt der Rhymney River, mehrere weitere kleinere Rinnsale bilden die ersten Zuflüsse des noch kleinen Bachs. Nachdem der Sirhowy River in zunächst östliche Richtung geflossen ist und dabei das Siôn-Sieffre’s Reservoir durchquert hat, wendet er sich nach Süden und bildet anschließend das Sirhowy Valley, in dem er zeitweise von der A4048 road und der Sirhowy Valley Line begleitet wird. Als erstes fließt er durch Tredegar und dessen Stadtteile Waundeg, Sirhowy und Georgetown sowie das Stadtzentrum, bevor er nach der Passierung von Argoed durch die Mittelstadt Blackwood und die direkt danach folgende Kleinstadt Pontllanfraith fließt. Auf seinem Weg münden dabei zahlreiche kleine Zuflüsse zumeist als linke Nebenflüsse in den Sirhowy River. Anschließend setzt er zwar erstmal sein Streben nach Süden fort, wendet sich dann allerdings ungefähr bei der Mündung des Zuflusses Nant y Draenog im Dorf Cwmfelinfach nach Osten. Dort mündet er einige Kilometer später nach insgesamt circa 31 Kilometern in Crosskeys in den Ebbw River, der in Newport in den River Usk fließt, der sich dann in den Ästuar des Severn respektive dem Bristolkanal ergießt.

## Bilder

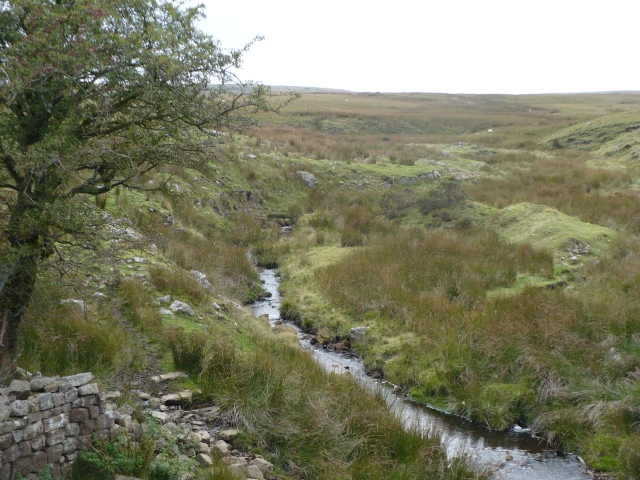
Der Sirhowy River kurz nach der Quelle auf dem Berg Cefn Pyllaudon
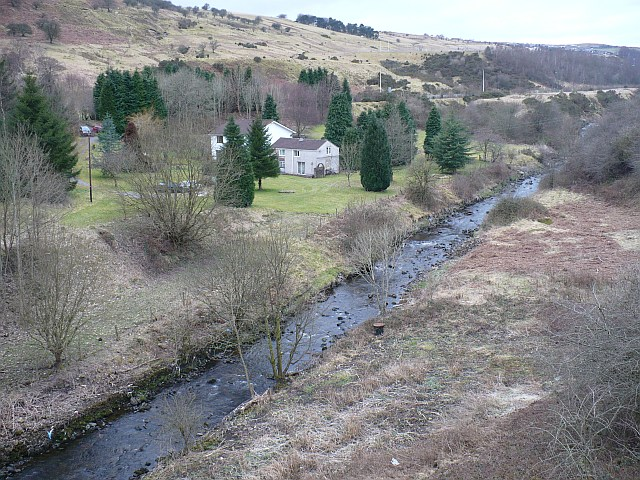
Der Sirhowy River am südlichen Stadtrand von Tredegar
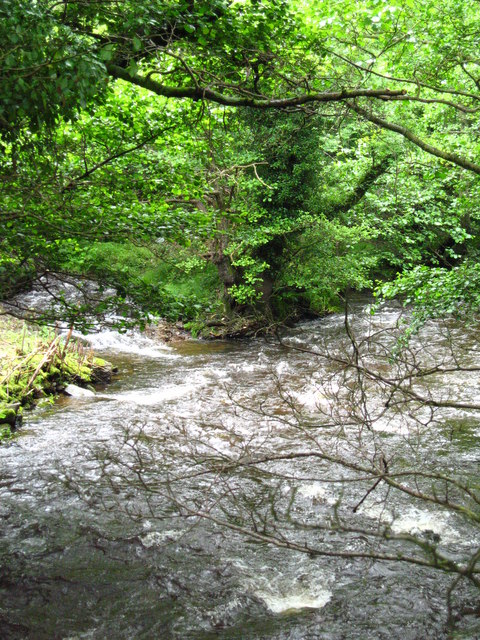
Mündung des Nant y Felin in den Sirhowy River in Argoed
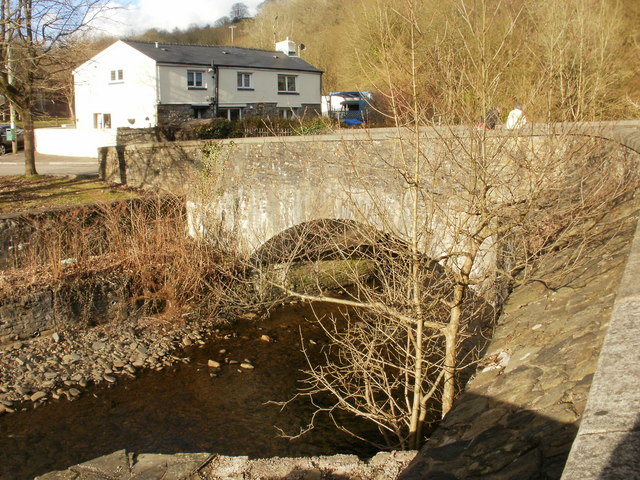
Der Sirhowy River in Argoed
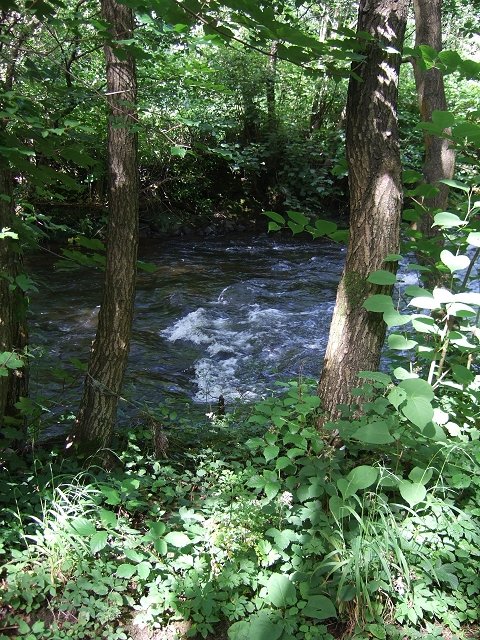
Der Sirhowy River zwischen Cwmfelinfach und Crosskeys

## Geschichte
Im Gebiet um den Sirhowy River blühte einst der Bergbau und die Schwerindustrie; es gibt verschiedene industrielle Einrichtungen dieser Art im Flusstal. Der ehemals verschmutzte Fluss konnte sich aber nach dem Verfall der Industrie erholen. Heutzutage ist der Sirhowy River ein Anglergebiet, da der Fluss ein großes Vorkommen wilder Bachforellen hat.